# Limentra
Limentra est le nom de deux torrents des Apennins de Bologne et de Pistoia, affluents de droite du fleuve Reno qui donne le nom à la vallée traversée.
Ils ont un bon débit et alimentent le Reno en eaux captées pour les besoins hydroélectriques.

## Limentra di Sambuca ou occidental, ou supérieur
- longueur : 19,4 km
- débit moyen : 2 m3/s
- bassin arrosé : 44,5 km2

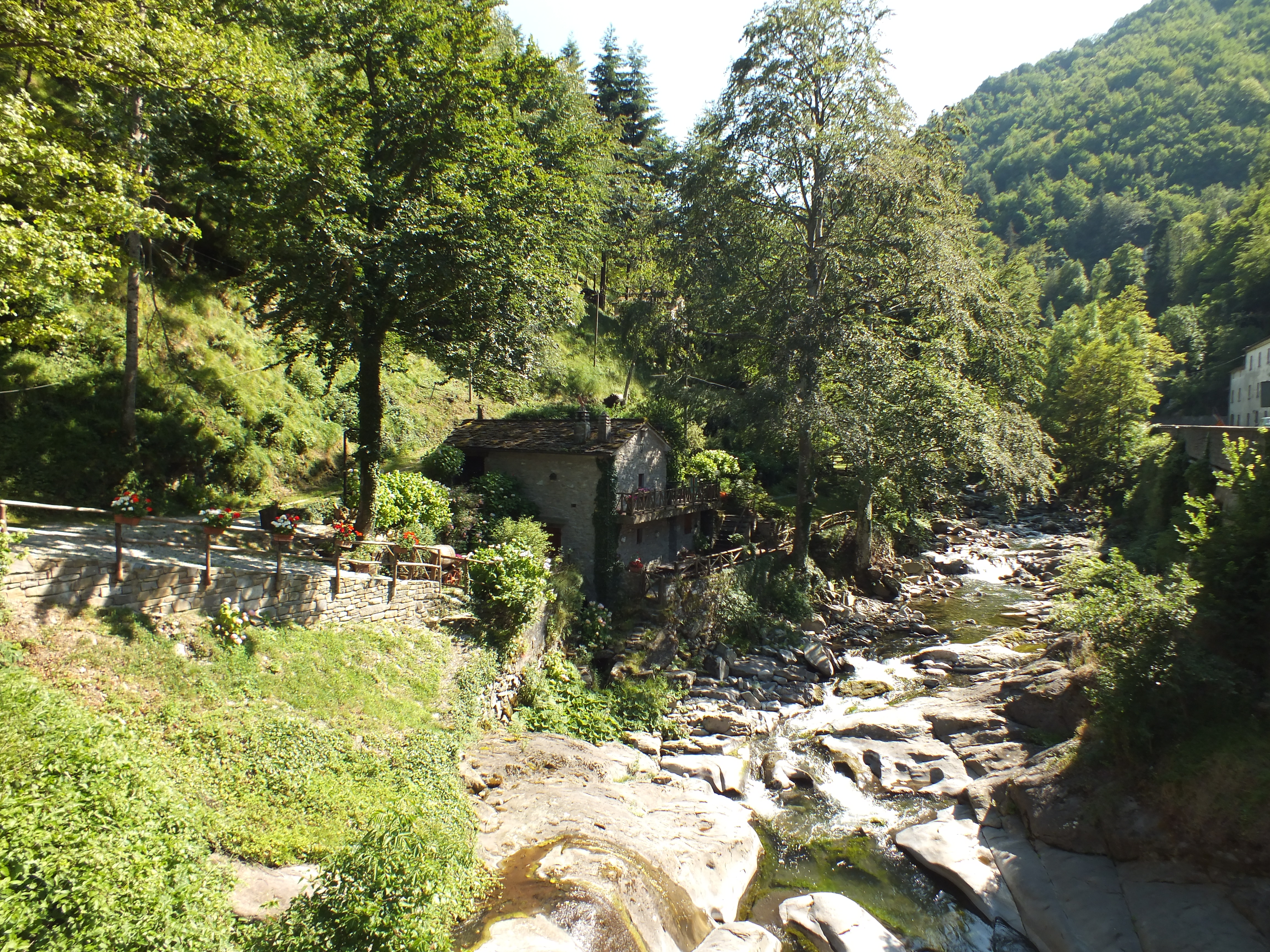
Limentra di Sambuca.

Le Limentra di Sambuca ou Limentra occidental ou Limentra superieur, nait au Monte la Croce (1 319 m), sur les hauteurs des Apennins de Pistoia. Il reçoit de nombreux affluents (Forra dei Tre Legni, etc.). Baigne Sambuca Pistoiese. Près du hameau de Pàvana, depuis 1925, une digue à arcs multiples, haute de 54 m, large de 472,50 m, forme un bassin d’une capacité de 900 000 mètres cubes.
Peu en dessous de la digue, il débouche dans le Reno à Ponte della Venturina (aux confins antre la Toscane et l’Émilie-Romagne, après 19,4 km de course à travers un bassin de 44,5 km2. Le débit maximum peut atteindre les 160 m3/s alors que le débit moyen est de 2 m3/s.
Une galerie souterraine relie le bassin de Pavana au bassin de Moline del Pallone et reçoit par gravité les eaux du Reno.

## Limentra inférieur ou oriental
- Longueur : 31 km, débit moyen : 7 m3/s, Bassin arrosé : 145,1 km2, altitude : 1 250 m.

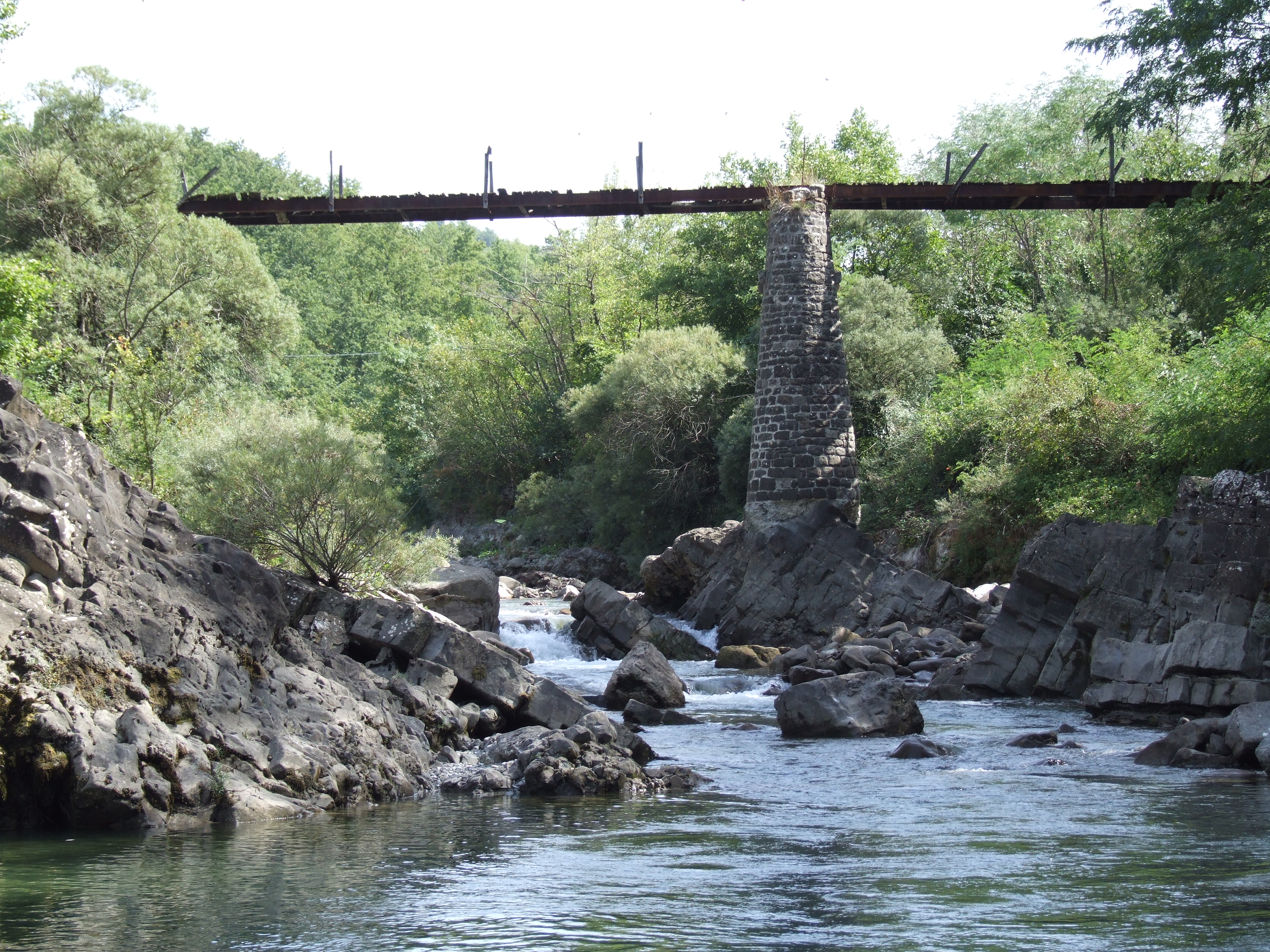
Limentra oriental.

Le limentra inférieur ou Limentra oriental nait au Monte La Croce, à 1 250 m, non loin de l’autre Limentra. Traverse une vallée boisée (la Foresta demaniale dell'Acquerino), baigne la localité de Ponte a Rigoli, où il reçoit à sa droite le Limentrino, formant frontière entre les communes de Pistoia et Cantagallo et aussi entre la Province de Pistoia et la Province de Prato. Après du hameau de Lentula il entre dans la province de Bologne.
Dans la localité de Suviana de Castel di Casio le torrent est barré depuis 1933 par une digue massique (hauteur variable de 97 à 89 m, largeur de 472,50 m) qui forme le bassin artificiel du lac de Suviana, d’une capacité de 43 850 000 m3 d'eau, une des plus importantes des Apennins tant par la capacité que par la puissance hydroélectrique.
Les eaux abondantes tout au long de l’année ont un débit mini de 1,5 m3/s, moyen de 7 m3/s, et un maxi de 240 à 450 m3/s dans les crues bicentenaires. Le torrent est renommé pour ses concours de canoë-kayak.

## Source
- (it) Cet article est partiellement ou en totalité issu de l’article de Wikipédia en italien intitulé « Limentra » (voir la liste des auteurs).